# Profibus
PROFIBUS (англ. Process Field Bus)  — незалежний від виробника відкритий стандарт польової шини для широкого спектра застосувань у виробничій автоматизації. 
Profibus об'єднує технологічні і функціональні особливості послідовного зв'язку рівня польової шини. Вона дозволяє об'єднувати розрізнені пристрої автоматизації в єдину систему на рівні давачів і приводів. Мережа Profibus  — це комплексне поняття, вона базується на декількох стандартах і протоколах.

## Загальні поняття
Мережа побудована згідно з багаторівневою моделлю ISO 7498-OSI та складається з трьох рівнів моделі:

1  — фізичного рівня;

2  — канального рівня;

7  — прикладного рівня.
PROFIBUS Protocol (Модель OSI)
| OSI-Рівень | OSI-Рівень    | PROFIBUS | PROFIBUS | PROFIBUS |           |
| ---------- | ------------- | -------- | -------- | -------- | --------- |
| 7          | Прикладний    | DPV0     | DPV1     | DPV2     | Керування |
| 6          | Представлення | --       | --       | --       | Керування |
| 5          | Сеансовий     | --       | --       | --       | Керування |
| 4          | Транспортний  | --       | --       | --       | Керування |
| 3          | Мережний      | --       | --       | --       | Керування |
| 2          | Канальний     | FDL      | FDL      | FDL      | Керування |
| 1          | Фізичний      | EIA-485  | Оптика   | MBP      | Керування |

Відкритість та незалежність від виробника гарантується стандартом EN 50 170, все інше реалізовано згідно зі стандартом DIN 19245 (техніка передачі даних, методи доступу, протоколи передачі, сервісні інтерфейси для рівня застосунків, специфікація протоколів, кодування, комунікаційна модель і т. д.). За допомогою Profibus пристрої різних виробників можуть взаємодіяти без будь-яких спеціальних інтерфейсів. Розроблений Німецьким департаментом освіти та науки (BMBF) в 1989 році.
Фізично Profibus  — це електрична мережа, в основі якої є екранована вита пара, або оптична мережа на основі оптоволоконного кабелю. Швидкість передачі по ній може змінюватися від 9.6 кбіт/с до 12 Мбіт/с. Найчастіше використовується вита пара з інтерфейсом RS-485.

## Версії протоколу Profibus
Сімейство Profibus складається з трьох сумісних між собою версій, що знайшли широке застосування в сучасних виробництвах:
- PROFIBUS DP (англ. Decentralized Peripherals — Децентралізована периферія) використовується для керування давачами та приводами керування через централізований прилад керування на виробництві. В цьому стандарті приділяється велика увага стандартним функціям діагностики обладнання.
- PROFIBUS PA (англ. Process Automation — Автоматизація процесів) використовується для спостереження за давачами в системах автоматизації керування виробничими процесами. Цей варіант розроблений для використання у небезпечних/вибухонебезпечних зонах. Фізичний рівень (кабель передачі даних) відповідає стандарту IEC 61158-2, що дозволяє передачу даних по ньому до виробничого обладнання, та обмежити силу струму для запобігання вибухонебезпечних ситуацій навіть у випадку збоїв. Це накладає обмеження на кількість підключених приладів автоматизації процесу виробництва. Прилади автоматизації процесу виробництва передають дані зі швидкістю 31.25 кбіт/с. Однак, прилади варіанту PA використовують протокол ідентичний варіанту DP, що дозволяє підключати прилади до мережі DP через перехідник. Набагато швидший варіант DP може служити центральною шиною для передачі сигналів на прилади керування. Завдяки цьому, обладнання DP та PA можна поєднувати в єдину мережу, особливо в гібридних системах, в яких обладнання автоматизації процесів виробництва та керування тісно пов'язані між собою.
- PROFIBUS FMS (англ. Field bus Message Specification — Специфікація повідомлень польової шини) - протокол призначений в основному для зв'язку програмованих контролерів один з одним і станціями оператора на верхньому рівні. Він використовується в тих областях, де високий ступінь функціональності важливіший, ніж швидкий час реакції системи. При зв'язку через FMS використовуються відносини типу клієнт-сервер. Як приклад пристроїв, сполучених по FMS протоколу можна узяти з устаткування фірми Siemens, - SIMATIC S7 з FMS-CP або, наприклад, SIMATIC S5 з CP 5431FMS.

Дуже часто використовується комбінований режим роботи пристроїв PROFIBUS FMS і PROFIBUS DP, в цьому випадку між ведучими і веденими пристроями використовується протокол DP, а між самими ведучими - протокол FMS. В наш час[коли?] застосування протоколу Profibus FMS скорочується, у зв'язку з переходом до промислового Ethernet і Profinet.

## Принцип роботи

### Прикладний рівень
Для використання цих функцій, різних рівнів служби протоколу PROFIBUS DP були визначені:
- DP-V0 для циклічного обміну даними і діагностики;
- DP-V1 для ациклічного та циклічного обміну даними та обробки сигналів тривоги;
- DP-V2 для синхронізації режиму та обміну даними між підлеглими (slave) одиницями обладнання.

### Канальний рівень
Для версій Profibus існує єдиний протокол доступу до шини. Цей протокол реалізується на другому рівні моделі ISO (який називається FDL - Field bus Data Link). Цей протокол реалізує процедуру доступу за допомогою маркера (token). Мережа Profibus складається з ведучих (master) і підлеглих (slave) станцій. Ведуча станція може контролювати шину, тобто, може передавати повідомлення (без віддалених запитів), коли вона має право на це (тобто, коли вона утримує маркер). Підлегла станція може лише розпізнавати отримані повідомлення чи передавати дані після відповідного запиту. Маркер обертається в логічному кільці, що складається лише з ведучих пристроїв. 
Якщо система складається лише з одного ведучого пристрою, то маркер не передається (буде у чистому вигляді система “master-slave”). Мережа з мінімальною конфігурацією може складатися або з двох ведучих пристроїв, або з одного ведучого та одного підлеглого пристрою.

### Фізичний рівень
На цьому рівні можуть використовуватись три різні методи передачі:
- Передача електричних сигналів відповідно до EIA-485 витою парою з імпедансом 150 Ом у топології шини. Швидкості передачі становлять від 9,6 Кбіт/с до 12 Мбіт/с. Довжина кабелю між двома ретрансляторами обмежена від 100 до 1200 м, у залежності від потрібної швидкості передачі даних. Цей метод передачі використовується головним чином з PROFIBUS DP.
- Передача через оптичне волокно у топології зірки, шини чи кільця. Відстань між ретрансляторами може становити до 15 км. Кільцева топологія також може бути виконана надлишково.
- При використанні MBP (Manchester Bus Powered) передача даних і живлення польової шини здійснюються одним і тим же кабелем. Потужність може бути зменшена таким чином, щоб була можливість використання у вибухонебезпечних середовищах. Топологія шини передбачає до 1900 м довжини кабелю і дозволяє розгалуження для периферійних пристроїв (максимально до 60 м на відгалуження). Швидкість передачі даних тут є фіксованою 31,25 кбіт/с. Ця технологія була спеціально створена для використання  PROFIBUS PA.

## Конфігурування Profibus
Багато з програмних засобів конфігурації мережі Profibus орієнтовані безпосередньо на того чи іншого виробника та часто містять крім засобів конфігурації мережі додаткові функції, наприклад, засоби для програмування контролерів. Серед таких програм це Simatic Step 7 (пакет програмування контролерів Simatic S7-300 і Simatic S7-400 фірми Siemens AG). Але є багато програм, які працюють з обладнанням різних фірм (напр. Com Profibus).